# Kena
|  | Aquest article tracta sobre la població fronterera de Lituània. Si cerqueu la tribu ameríndia, vegeu «confederació blackfoot». |

|  | No s'ha de confondre amb quena. |

Kena (també pronunciat kana) és un llogaret al municipi del districte de Vilnius, Lituània a la frontera amb Belarús i té les vies de ferrocarril per a tots els trens de passatgers des entre Belarús i Rússia, incloent-hi els trens de trànsit a l'Oblast de Kaliningrad. Segons el cens de 2001 Kena tenia 90 habitants.